# Введенская церковь (Пристань)
Введенская церковь — храм Екатеринбургской епархии Русской православной церкви в селе Пристань Артинского городского округа Свердловской области. Построен в 1860 году как единоверческий. В советское время не закрывался.

## История
Единоверческая церковь в Артинской Пристани построена в 1860 году на месте старой часовни. В следующем году она была освящена в честь Введения во храм Пресвятой Богородицы.
В 1918 году храм вошёл в состав новоучреждённой единоверческой Саткинской епархии. С 1923 года в Введенской церкви служил священник Герман Симагин. В 1937 году его арестовали по обвинению в контрреволюционной монархической агитации. Поводом для ареста послужило то, что отец Герман поминал за богослужением членов царской семьи. 25 сентября 1937 года тройка при УНКВД по Свердловской области приговорила его к расстрелу. Приговор приведён в исполнение 1 октября 1937 года в двенадцать часов ночи. С этого времени единоверческая традиция на приходе пресеклась.
В 1969—1985 годах настоятель храма отец Павел Чазов. С 2013 года настоятель священник Дмитрий Ямщиков, которого затем сменил иерей Максим Ашихмин.